# Шелопугино (Псковская область)
Шелопугино — деревня в Гдовском районе Псковской области России. Входит в состав Юшкинской волости Гдовского района.
Расположена в 9 км к югу от райцентра Гдова и в 4 км к северо-западу от волостного центра Юшкино. Севернее находится деревня Стректово.

## Население
Численность населения деревни по оценке на 2000 год составляет 12 жителей.